# Cubaanse rotsleguaan
De Cubaanse rotsleguaan (Cyclura nubila) is een reptielensoort uit de familie der leguanen (Iguanidae). Het is de grootste West-Indische ringstaartleguaan (Cyclura), een geslacht dat tot de meest bedreigde groepen van hagedissen behoort. Deze plantenetende soort heeft goudbruine roodomrande ogen, een dikke staart en puntige knobbels op de wangen. De Cubaanse rotsleguaan behoort tot de grootste hagedissen van de Caraïben.
Het verspreidingsgebied bestaat uit het rotsachtige zuidelijke kustgebied van het Cubaanse hoofdeiland en de nabijgelegen eilandjes. Ook bestaat er een verwilderde populatie op Isla Magüeyes in Puerto Rico. Een ondersoort leeft op Little Cayman en Cayman Brac in de Kaaimaneilandengroep. De vrouwtjes nestelen vaak in verlaten holen die door de ruitkrokodil zijn uitgegraven en bewaken hun nestplaatsen. De Cubaanse rotsleguaan leeft vaak in of nabij bosjes stekelige cactussen die een betrekkelijk veilig toevluchtsoord bieden.

## Taxonomie

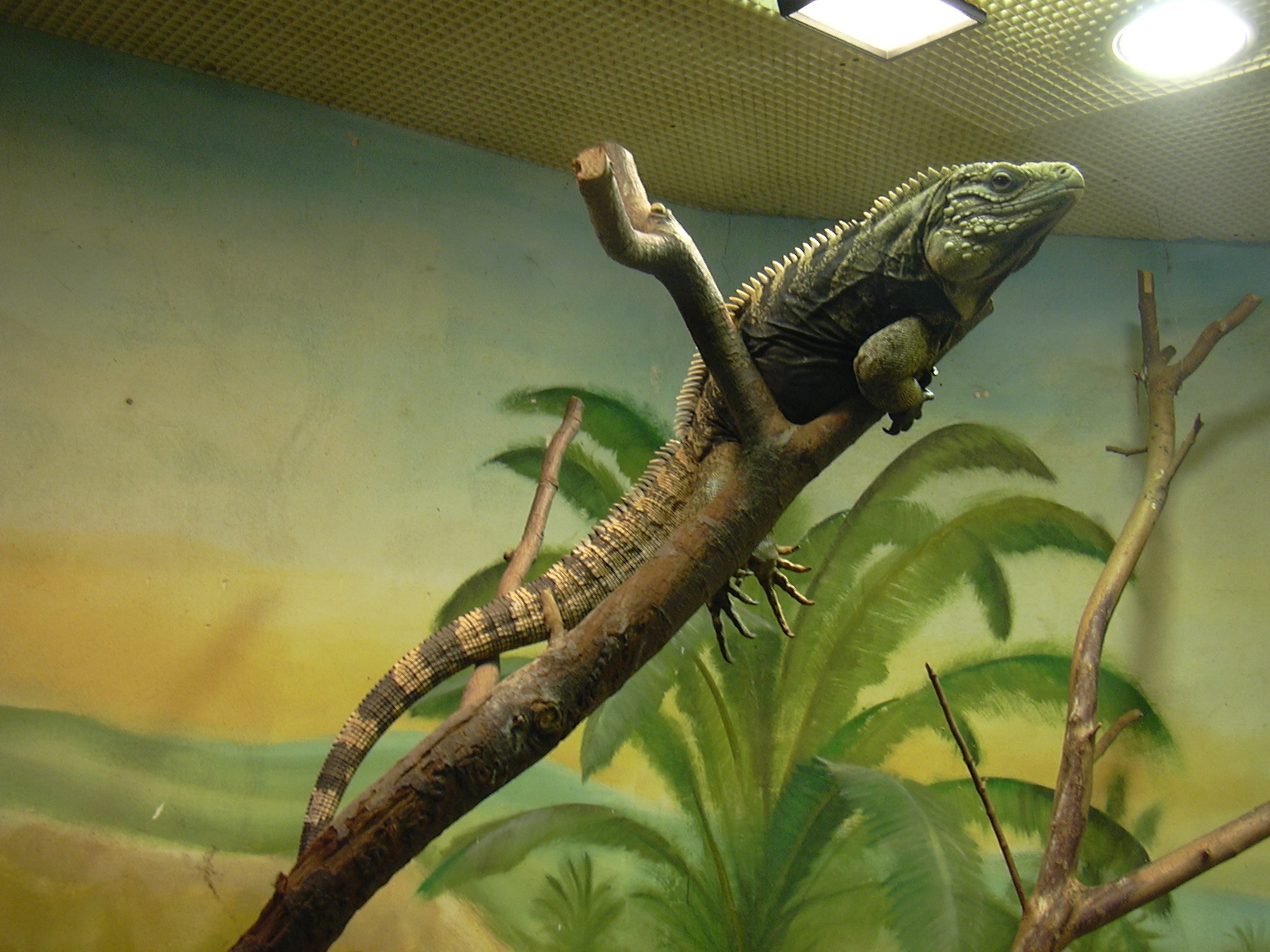
In de dierentuin van Ústí nad Labem.

De geslachtsnaam van de Cubaanse rotsleguaan, Cyclura, is afgeleid van het Oudgriekse kúklos (κύκλος) voor "ring" en ourá (οὐρά) voor "staart", verwijzend naar de dikke staart met het geringde kleurpatroon dat kenmerkend is voor alle ringstaartleguanen. John Edward Gray, de Britse zoöloog die de soort in 1931 voor het eerst beschreef als Iguana (Cyclura) nubila ofwel "bewolkte leguaan", gaf het de soortaanduiding nubila, Latijn voor "bewolkt" of "wolkig".
De naaste verwanten van Cyclura nubila zijn de Grand Cayman blauwe leguaan (Cyclura lewisi) en de Noord-Bahamaanse rotsleguaan (Cyclura cychlura). Uit fylogenetische analyse blijkt dat deze drie soorten zo'n drie miljoen jaar geleden van een gemeenschappelijke voorouder zijn afgesplitst.
Aanvankelijk zijn er voor de soort Cyclura nubila verschillende ondersoorten onderscheiden: de Grand Cayman blauwe leguaan (Cyclura nubila lewisi), de Lesser Cayman leguaan (Cyclura nubila caymanensis) en een nominate Cubaanse ondersoort (Cyclura nubila nubila). Deze classificatie werd echter herzien naar aanleiding van de resultaten van mitochondriaal DNA-analyse en onderzoek naar de schubpatronen op de kop van de Caribische leguanen (deze patronen zijn uniek per soort en fungeren als een soort "vingerafdruk" voor de soort). Tegenwoordig wordt de Grand Cayman blauwe leguaan als een aparte soort erkend.

## Uiterlijke kenmerken

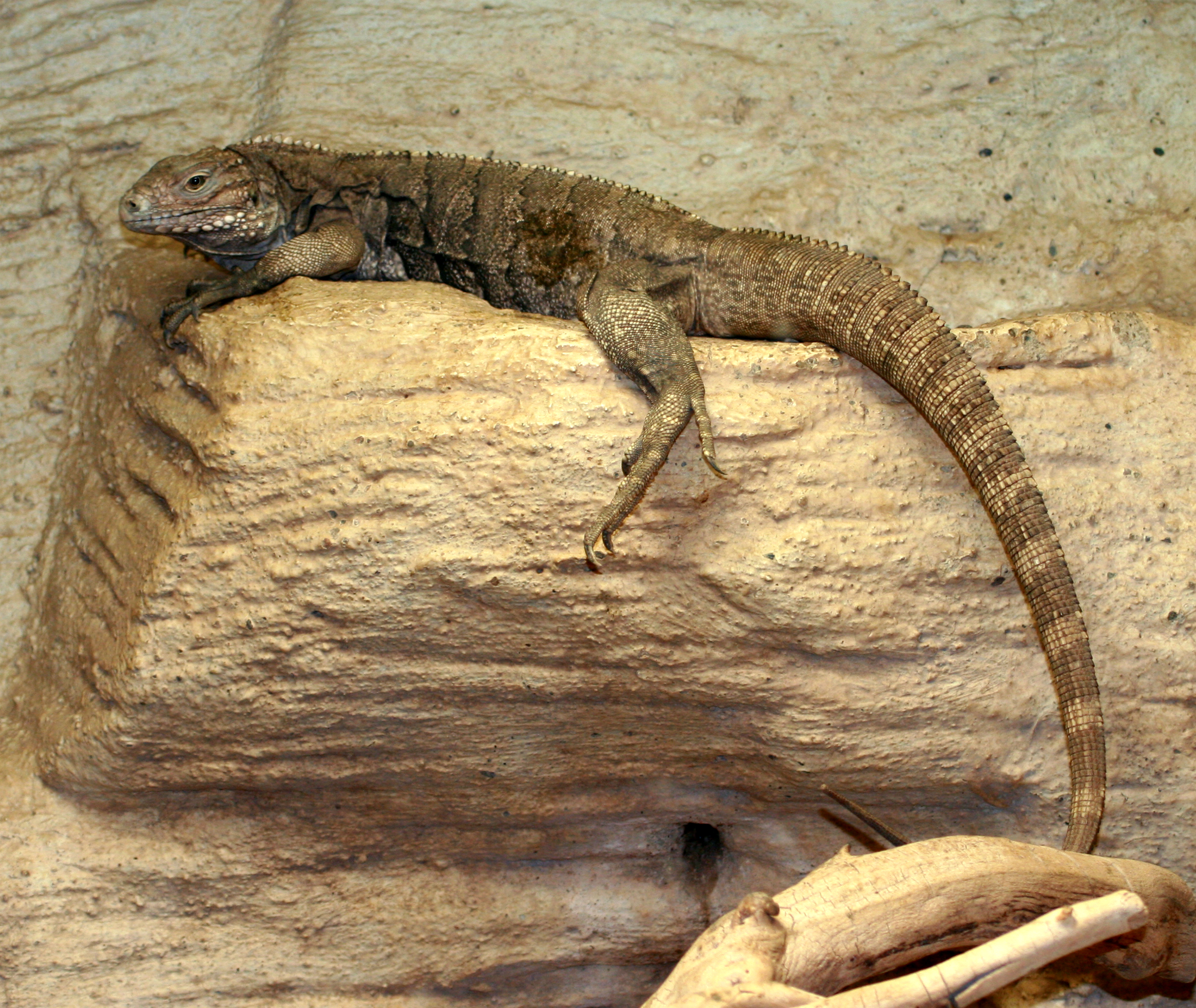
In de dierentuin van Praag.

De Cubaanse rotsleguaan is een grote hagedis, met een gemiddelde lichaamslengte van 40 centimeter, gemeten van de snuit tot de basis van de staart. Sporadisch worden in het wildreservaat van Guantanamo Bay op Cuba mannetjes geregistreerd met een totale lengte van 160 cm, gemeten vanaf de snuit tot het puntje van de staart, terwijl de vrouwtjes twee derde deel van die lengte kunnen bereiken (106 cm). De soort vertoont geslachtsdimorfie: mannetjes zijn veel groter dan vrouwtjes en bezitten vergrote femorale poriën aan de onderzijde van de dijen, die ze gebruiken om feromonen af te scheiden om een territorium te markeren en om partners aan te trekken. De huidskleur van de mannetjes varieert van donkergrijs tot baksteenrood, terwijl die van vrouwtjes olijfgroen is met donkere strepen of banden. Beide geslachten bezitten zwarte ledematen met lichtbruine ovale vlekken en stevige effen zwarte poten. Jonge dieren zijn gewoonlijk donkerbruin of groen met vage donkere strepen of vlekjes in vijf tot tien diagonale dwarsbanden op de torso. Deze banden vervagen en gaan op in de achtergrondkleur van het lichaam naarmate de leguaan ouder wordt. Beide geslachten bezitten een keelwam (een huidplooi onder de keel) en een rugkam met stekels die over de rug tot de staart reikt. Het hoofd en de nek zijn kort en robuust, de tanden zijn stevig en breed en de kaakspieren zijn krachtig. De wangen, die groter worden naarmate het dier ouder wordt, zijn bedekt met puntige knobbels. De ogen van de Cubaanse rotsleguaan hebben een goudkleurige iris en rode sclera.
De Cubaanse rotsleguaan bezit een uitstekend gezichtsvermogen en kan op grote afstand beweging en vormen waarnemen. De zintuigcellen in de ogen, de zogeheten "dubbele kegeltjes", bieden een goed ontwikkeld vermogen tot kleuren zien en stelt de leguanen ook in staat ultraviolette golflengten waar te nemen. Dit stelt te leguaan in staat de locaties met het meeste ultraviolet zonlicht te vinden teneinde de vitamine D-productie te optimaliseren. De Cubaanse rotsleguaan kan echter niet goed zien bij weinig licht vanwege de kleine hoeveelheid staafjes of lichtgevoelige cellen in de ogen. Net als andere leguaansoorten, bezit de Cubaanse rotsleguaan boven op de kop een lichtgevoelig zintuig, het zogenaamde derde oog. Dit licht getinte "oog" heeft slechts een rudimentair netvlies en lens en kan geen beelden vormen, maar is wel lichtgevoelig en in staat beweging waar te nemen.

## Voedsel
Evenals de andere Cyclura-soorten, is de Cubaanse rotsleguaan voornamelijk een planteneter; 95% van zijn dieet bestaat uit bladeren, bloemen en vruchten van maar liefst 30 verschillende plantensoorten, waaronder de schijfcactus (Opuntia stricta), het rotsgewas Rachicallis americana, distel, zwarte mangrove (Avicennia germinans), rode mangrove (Rhizophora mangle), olijven, en diverse grassen. Bij de vertering van dit plantaardige dieet met een hoog cellulosegehalte, wordt de leguaan geholpen door kolonies rondwormen die wel tot 50% van de inhoud van de dikke darm kunnen innemen. Cubaanse rotsleguanen eten soms ook dierlijk materiaal en er bestaan waarnemingen van het aanvreten van dode vogels, vissen en krabben. Onderzoekers op Isla Magueyes hebben in 2006 één geval van kannibalisme waargenomen toen een volwassen vrouwtje een pas uitgekomen jong achtervolgde en opat. De onderzoekers wezen erop dat de hoge populatiedichtheid op Isla Magueyes een mogelijke verklaring vormt voor dit incident.
Net als andere plantenetende hagedissen, heeft de Cubaanse rotsleguaan te maken met het probleem van osmoregulatie: plantaardig materiaal bevat meer kalium en bezit minder voedingswaarde per gram dan dierlijk materiaal, zodat er meer van moet worden gegeten om aan de metabole behoefte van de hagedis te voldoen. De nieren van reptielen zijn -anders dan die van zoogdieren- niet in staat om urine te concentreren teneinde de waterinname te beperken. In plaats daarvan scheiden reptielen de giftige stikstofhoudende afvalstoffen af als urinezuur in vaste vorm via de cloaca. Bij de Cubaanse rotsleguaan, die grote hoeveelheden plantaardig materiaal nuttigt, worden deze overtollige zoutionen via de zoutklier uitgescheiden, op dezelfde wijze als dat bij zeevogels gebeurt.

## Gedrag en voortplanting
Cubaanse rotsleguanen zijn geslachtsrijp als ze een leeftijd van twee tot drie jaar hebben bereikt. Subadulte mannetjes leven in groepen, maar worden territorialer naarmate ze ouder worden; dan verdedigen ze hun territoria tegen andere concurrerende mannetjes in hun strijd om de vrouwtjes. Vrouwtjes zijn toleranter naar elkaar, behalve na het leggen van hun eieren.
De paartijd vindt plaats in mei en juni, en de vrouwtjes leggen drie tot dertig eieren in juni of juli. Uit veldonderzoek blijkt dat de vrouwtjes jaarlijks dezelfde broedplaatsen gebruiken om hun eieren te leggen. Vanwege de toenemende schaarste aan geschikte nestplaatsen worden de nesten tegenwoordig steeds vaker in de buurt van elkaar gebouwd. Op Isla de la Juventud gebruiken de vrouwtjes de omgewoelde aarde van verlaten krokodillennesten als nestplaats nadat de krokodilleneieren zijn uitgekomen. Deze nestplaatsen bevinden zich op enige afstand van de plaats waar de volwassen leguanen gewoonlijk de dag doorbrengen. In streken zonder krokodillen, graven de leguanen hun nesten in zandstranden. In de San Diego Zoo bouwde een vrouwtje haar nest aan het eind van een lange gang die ze in het zand had uitgegraven. Wekenlang bleef ze in de nabijheid de wacht houden en hield iedereen die in de buurt kwam op afstand door te sissen en met haar kop te schudden; uit dit gedrag kan worden afgeleid dat de Cubaanse rotsleguanen hun nestplaatsen bewaken. De uitgekomen jongen blijven enige dagen tot twee weken in de nestkamer, waarna ze deze zelfstandig verlaten en zich verspreiden.
Hoewel Cubaanse rotsleguanen zich gewoonlijk enigszins log en traag voortbewegen vanwege hun lichaamsmassa, en vaak lange tijd roerloos liggen, zijn zij ook in staat zich met een verrassend snelle spurt over korte afstanden te verplaatsen. De Cubaanse rotsleguaan is een bekwaam zwemmer en zal, indien bedreigd, vaak een veilig heenkomen in het nabijgelegen water zoeken. De jongere dieren zijn bovendien zeer behendige klimmers en zoeken vaak hun toevlucht in bomen. Wanneer ze in het nauw worden gedreven, kunnen Cubaanse rotsleguanen zich verdedigen door te bijten en met de staart slaan.

## Verspreiding en habitat

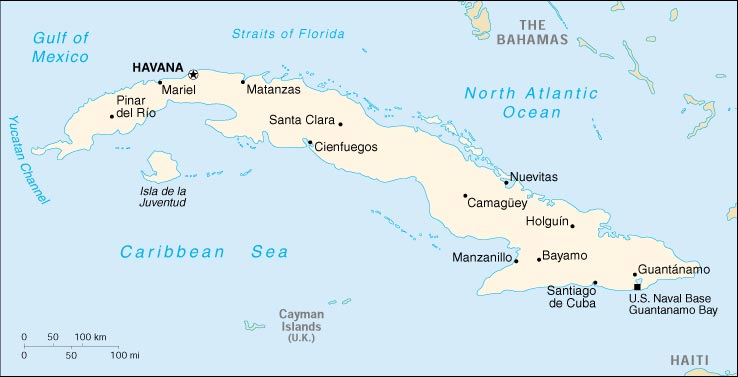
Landkaart van Cuba.

Het natuurlijke verspreidingsgebied van de Cubaanse rotsleguaan omvat de rotsachtige kustgebieden van Cuba en maar liefst 4.000 eilandjes rond het Cubaanse hoofdeiland, met inbegrip van Isla de la Juventud aan de zuidkust, waar zich een van de sterkst ontwikkelde populaties bevindt. Betrekkelijk gezonde populatie-aantallen zijn te vinden op een aantal eilandjes langs de noordelijke en zuidelijke kusten en in een aantal geïsoleerde beschermde gebieden op het hoofdeiland. Hieronder vallen het Biosfeerreservaat Guanahacabibes in het westen, Nationaal park Desembarco del Granma, Wildreservaat Hatibonico, Ecologisch Reservaat Punta Negra-Quemados en Wildreservaat Delta del Cauto in het oosten van Cuba. De grote verspreiding van de verschillende subpopulaties bemoeilijkt een enigszins accurate schatting van de totale populatiegrootte. De populatie op de Amerikaanse marinebasis Guantanamo Bay wordt geschat op 2.000 tot 3.000 exemplaren die, ook onder de daar gestationeerde Amerikaanse troepen, een beschermde status genieten.
De ondersoort Cyclura nubila caymanensis is endemisch in de Kaaimaneilanden Little Cayman en Cayman Brac. De populatie op Cayman Brac bestaat uit minder dan 50 exemplaren en die van Little Cayman uit 1.500 exemplaren. Ook op Grand Cayman heeft zich een verwilderde populatie van de ondersoort Cyclura nubila caymanensis gevestigd.
De Cubaanse leguaan maakt zijn hol in de buurt van distels of cactussen, en soms ook in de cactus zelf. Deze stekelige planten bieden bescherming en hun fruit en bloemen vormen een voedselbron voor de leguanen. In streken zonder cactussen, maken de hagedissen hun holen in dode bomen, holle boomstammen en spleten in kalksteenrotsen.
In het midden van de jaren 1960 werd een kleine groep Cubaanse rotsleguanen uit een dierentuin vrijgelaten op Isla Magüeyes, een eiland ten zuidwesten van Puerto Rico, waarna zich daar een zelfstandige verwilderde populatie heeft gevormd. Deze verwilderde populatie vormt de bron voor 90% van de in gevangenschap gehouden Cubaanse rotsleguanen in privécollecties; de populatie maakte ook deel uit van een studie over dierlijke evolutie en communicatie door Emilia Martins, een biologe van de Universiteit van Indiana. Sinds 2000, wordt door het Ministerie van Binnenlandse Zaken van de Verenigde Staten gesproken over de mogelijkheid deze populatie te verplaatsen naar een andere locatie.

## Bedreigingen en conservatie

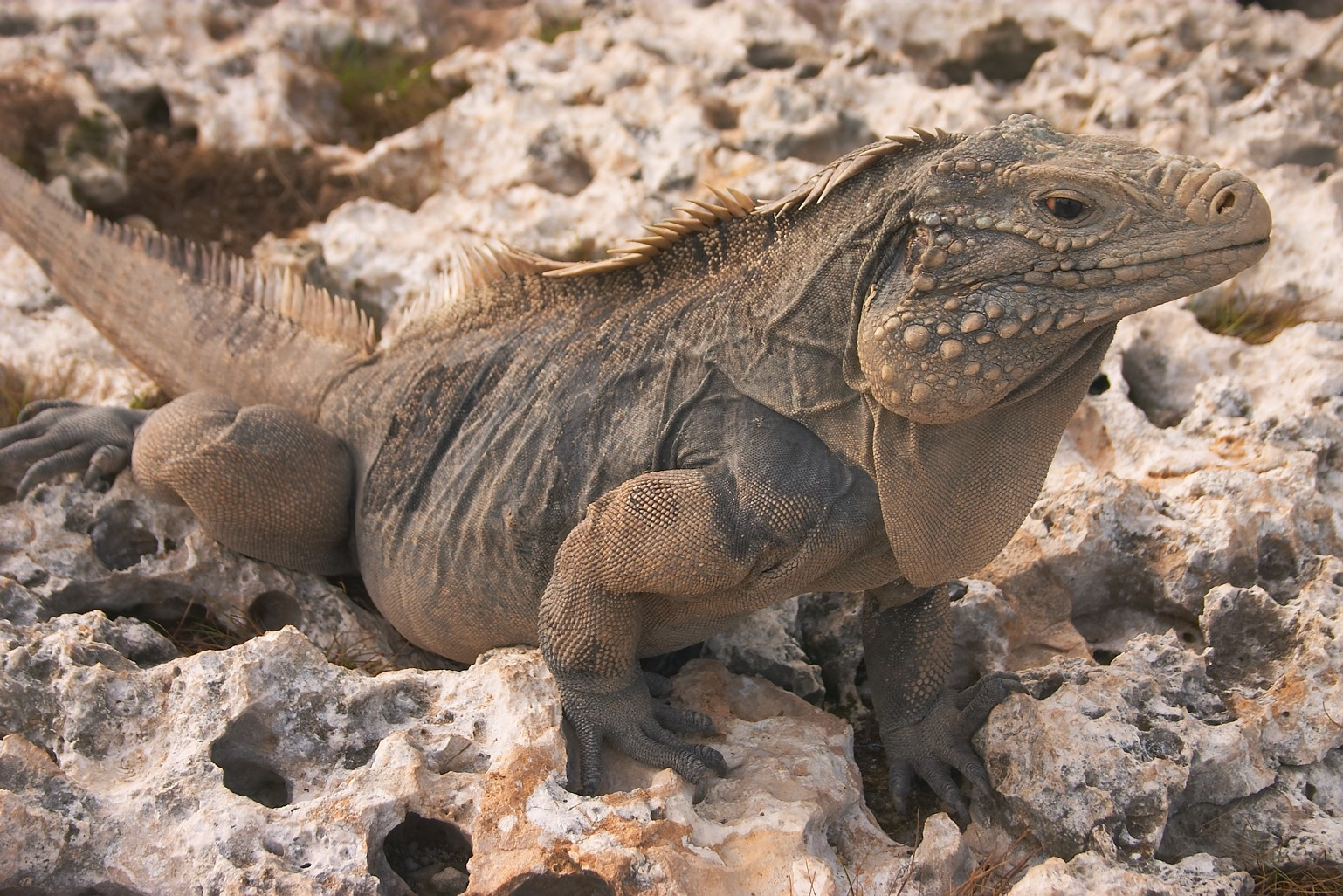
In het wild

In openbare en particuliere reptielencollecties zijn de Cubaanse rotsleguanen ruim vertegenwoordigd, en veel dierentuinen en particulieren hebben fokprogramma's opgezet waarmee de vraag naar in het wild gevangen exemplaren voor de dierenhandel aanzienlijk kan worden beperkt. De Cubaanse rotsleguaan is geclassificeerd als "kwetsbaar" op de Rode Lijst van de IUCN, evenals de meestvoorkomende Cubaanse ondersoort, terwijl de ondersoort van de Kaaimaneilandengroep als "ernstig bedreigd" (kritiek) is geclassificeerd. De totale populatie in Cuba wordt geschat op 40.000 tot 60.000 exemplaren, en de verwilderde populatie op Isla Magueyes wordt geschat op meer dan 1000 exemplaren.

### Achteruitgang
Over het geheel genomen is er sprake van een achteruitgang van de soort, een proces dat op het hoofdeiland sneller verloopt dan op de afgelegen omliggende eilandjes. De populatie op het Cubaanse hoofdeiland is in de laatste tien jaar met meer dan 1% per jaar afgenomen. De Cubaanse rotsleguaan komt inmiddels niet meer voor langs de noordoostkust van Havana, het schiereiland Hicacos en Cayo Largo, gebieden waar de soort dertig tot veertig jaar geleden veel voorkwam.
In tegenstelling tot andere West-Indische eilanden, is het het eten van leguanenvlees betrekkelijk ongewoon op Cuba. In een aantal vissersdorpen wordt wel leguanenvlees geconsumeerd, maar over het algemeen wordt het niet gegeten door Cubanen. Volgens de natuurhistoricus Thomas Barbour heeft dit te maken met het Cubaanse volksgeloof dat de leguanen die gedood worden een donkere vloeistof afscheiden die doet denken aan het zwarte braaksel van de slachtoffers van gele koorts. Een van de oorzaken van de achteruitgang van de populaties is habitatverlies als gevolg van overbegrazing door vee, woningbouw en de bouw van toeristische resorts op de stranden die de dieren gebruiken voor het graven van hun nestplaatsen. De leguanenpopulaties hebben ook te lijden onder de predatie door exoten als ratten, katten en honden. Verwilderde varkens zijn verantwoordelijk voor het vernielen van veel leguaannesten die ze uitgraven op zoek naar eieren. De predatie van leguaaneieren door mieren vormt ook een bedreiging voor de soort.

### Herstel

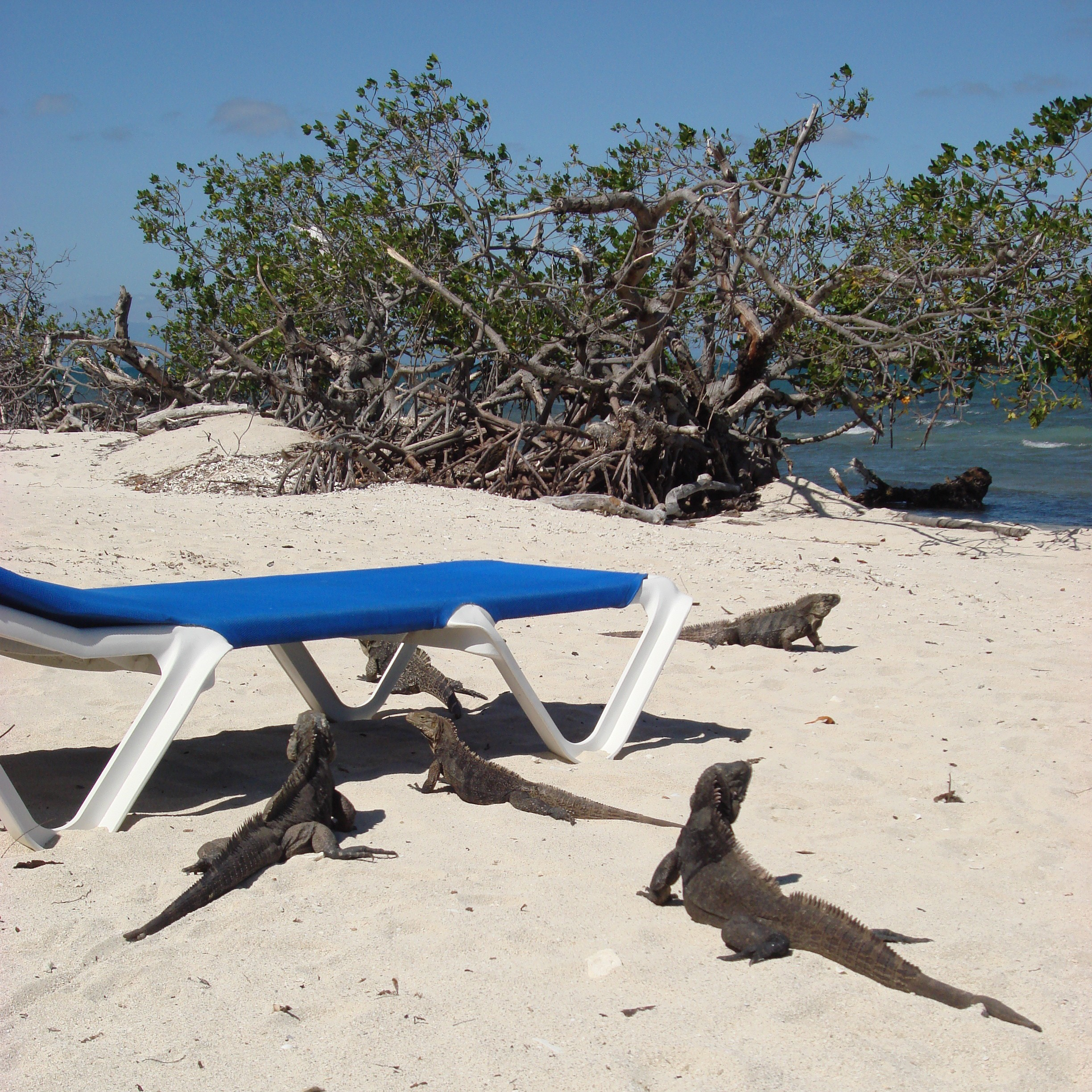
Cyclura nubila op een toeristisch strand.

Nagenoeg alle gebieden met belangrijke concentraties van leguanen zijn geheel of gedeeltelijk beschermd door de Cubaanse regering. Hoewel er op Cuba geen fokprogramma voor in gevangenschap levende rotsleguanen bestaat, heeft de Centro Nacional de Areas Protegidas (het Nationaal Centrum voor Beschermde Gebieden) laten doorschemeren dat het deze mogelijkheid in de toekomst zal overwegen. In een poging het bewustzijn over het bestaan van dit dier te verhogen, gaf de Cubaanse regering in 1985 een herdenkingsmunt uit met de beeltenis van een Cubaanse rotsleguaan op de kopzijde van de munt.
In 1993 testte de San Diego Zoo het effect van een zogeheten "voorsprong-programma" (in het Engels: "head-starting" program) voor net uitgekomen Cubaanse rotsleguanen, met fondsen van de National Science Foundation's Conservation and Restoration Biology Program. Bij "Head-starting" worden de eieren van de Cubaanse rotsleguaan uitgebroed in een broedmachine en de jonge dieren worden vervolgens gedurende de eerste twintig maanden van hun leven gevoerd en beschermd. Hierdoor kunnen de dieren een lichaamsgrootte bereiken die hen beter in staat stelt te vluchten of zich te verweren tegen roofdieren. Deze methode werd oorspronkelijk op het eiland Utila gebruikt om zeeschildpadden, de galapagoslandleguaan (Conolophus subcristatus) en de Utilaleguaan (Ctenosaura bakeri) te beschermen, maar het was Alberts die deze methode voor het eerst toepaste op een Cyclura-soort. Het doel was niet alleen de populaties van de Cubaanse rotsleguaan te versterken, maar ook de doeltreffendheid van head-starting te testen als strategie voor het behoud van ernstiger bedreigde Cyclura-soorten.
De geteste strategie werd als geslaagd beschouwd, zo stelt Alberts, toen bleek dat de in het wild vrijgelaten leguanen zich op dezelfde manier gedroegen als hun in het wild geboren soortgenoten, op dezelfde wijze voedsel zochten en net zo reageerden op roofdieren. Daarop werd de strategie toegepast op ernstiger bedreigde cyclura- en Ctenosaura-soorten in West-Indië en Midden-Amerika, waaronder de Jamaicaanse leguaan (Cyclura collei), Grand Cayman blauwe leguaan (Cyclura lewisi), Ricord's leguaan (Cyclura ricordi), Allen Caysleguaan (Cyclura cychlura inornata), Acklinsgrondleguaan (Cyclura rileyi rileyi), en Anegadaleguaan (Cyclura pinguis).